# Ludovic Lado
Pour les articles homonymes, voir Lado.
Ludovic Lado est un prêtre jésuite camerounais.

## Biographie

### Engagement politique
Le 12 octobre 2020, il entame à Douala une marche pour la paix et compte arriver à Yaoundé le 22 octobre 2020. Stoppé par les forces de l'ordre à Edéa, il reprend sa marche le 14 octobre 2020,.